# Bacino di Khachen
Il bacino di Khachen è un invaso artificiale ubicato nella repubblica dell'Artsakh al confine tra le regioni di Askeran e di Martakert.

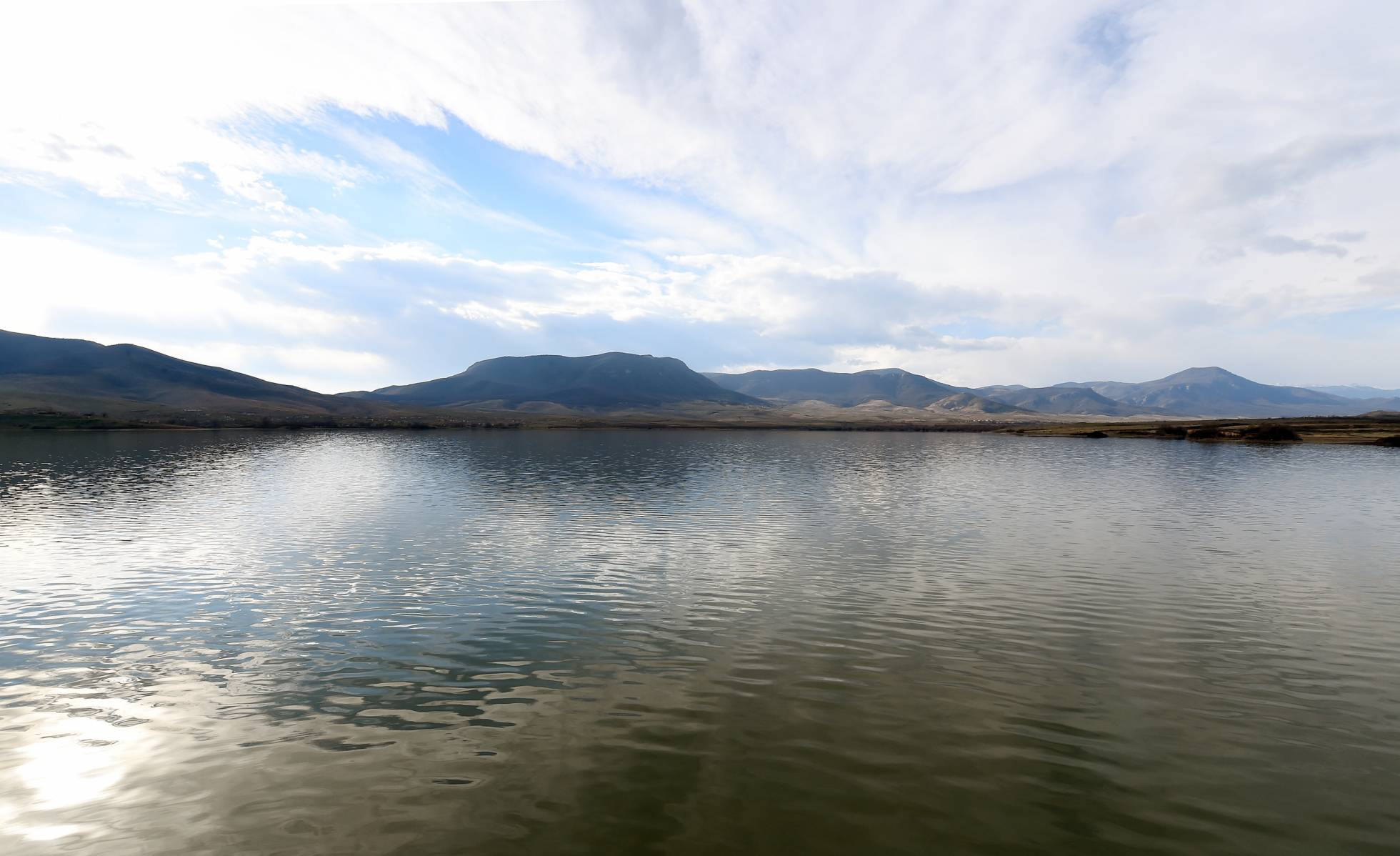

Dopo la riserva idrica di Sarsang è il secondo bacino artificiale dello Stato, il terzo per superficie (fra naturali e artificiali). Alimentato dal Khachenaget l'invaso, costruito nel 1964, ha una portata massima di 23 milioni di metri cubi di acqua. La diga in cemento è alta 35 metri e si sviluppa per 878 metri con un camminamento complessivo di 909 metri.

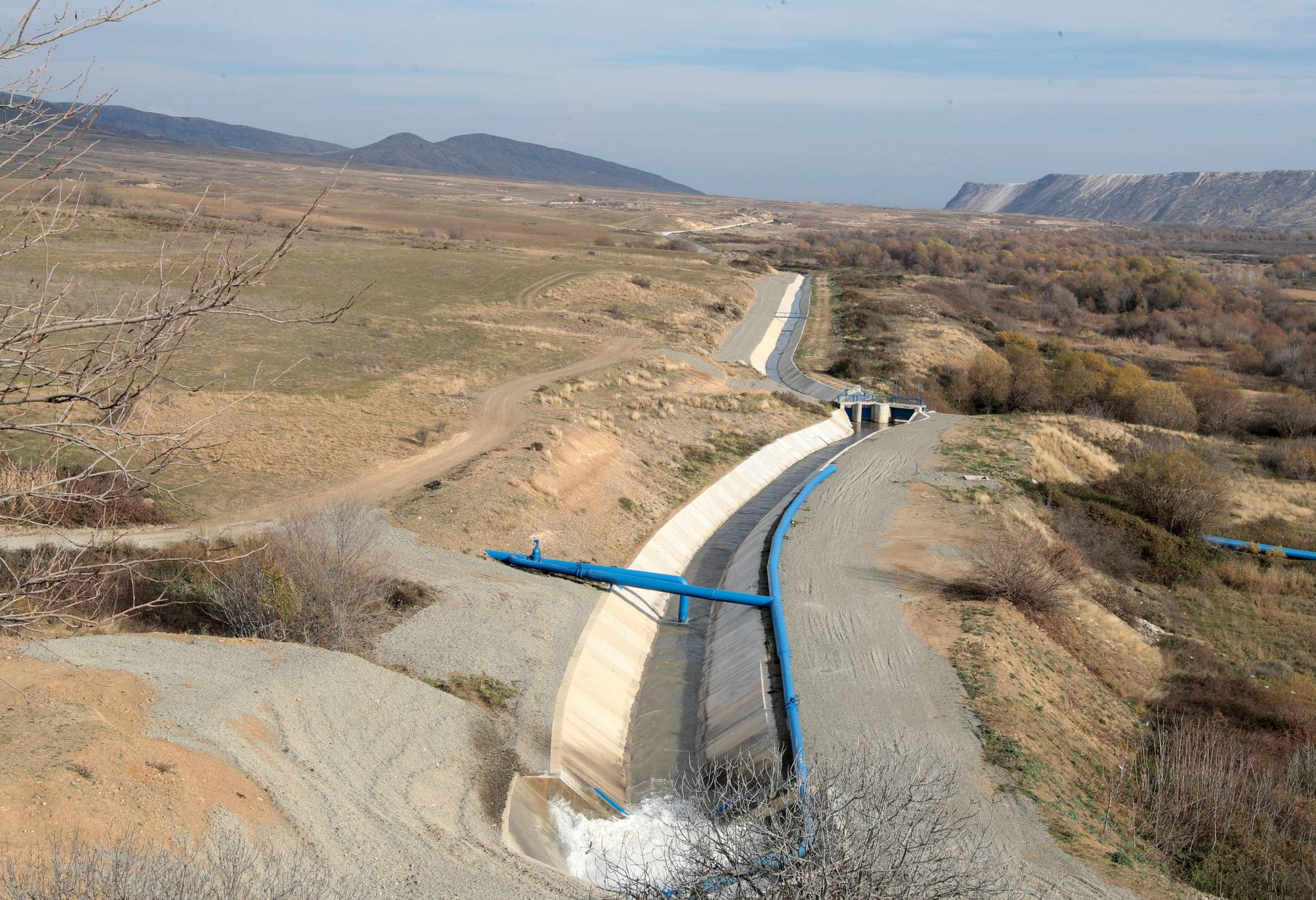

Essendo non molto lontano dalla linea di confine tra Artsakh e Azerbaigian, l'uso del bacino risulta sottodimensionato.